# Troisième bataille d'al-Malikiyya
Guerre israélo-arabe de 1948-1949
Batailles
- Opération Namal
- Bataille de Latroun
- Bataille d'al-Malikiyya
- Campagne des 10 jours
- Opération Dani
- Opération Dekel
- Opération Kedem
- Opération Avak
- Opération Yoav
- Bataille d'El-Magdel
- Opération Hiram
- Opération Horev
- Bataille de Nitzanim
- Opération Nahshon

La troisième bataille d'al-Malikiyya est livrée les  5 juin et 6 juin 1948 le long de la frontière entre Israël et le Liban pendant la guerre israélo-arabe de 1948-1949.

## Déroulement
Situé en Galilée, al-Malikiyya est un village chiite palestinien qui domine la vallée du Houla et qui présente un intérêt stratégique important car il commande les voies d'accès vers Nazareth et Acre. Abandonné par ses habitants, trois batailles s'y déroulent durant la guerre de 1948-49. La première livrée le 15 mai 1948 voit la victoire des volontaires de l’armée de libération arabe (ALA) qui s'empare du village lequel est repris par la brigade israélienne Yiftah lors d'une seconde bataille les 28/29 mai suivants. Lors de la troisième, un bataillon de l'armée libanaise reprend la localité à la brigade Oded (en), récemment formée et venue relever la brigade Yiftah redéployée dans le secteur de Latroun pour faire face à la Légion arabe.
Les combats durent une dizaine d'heures, l'armée libanaise prétendant, à leur issue, avoir mis hors de combat près d'une centaine d'Israéliens, alors que ces derniers admettent 8 tués. Cette bataille qui est la première livrée par l'armée libanaise depuis l'accession du Liban à l'indépendance constitue également la seule opération offensive libanaise du conflit.
Al-Malikiyya,évacué par ses défenseurs libanais et palestiniens, est repris sans combat par les Israéliens lors de l'opération Hiram le 31 octobre 1948.

## Sources
- Boutros Dib (dir.), Histoire du Liban : des origines au XXe siècle, Paris, Rey, 2006, 1006 p. (ISBN 978-2-848-76073-5)
- Chaim Herzog, The Arab-Israeli Wars, Arms and Armour Press, Londres, 1984
- Stéphane Malsagne, L’armée libanaise dans la guerre de Palestine (1948-1949) : vers un renouveau historiographique dans Confluences Méditerranée no 66, L'Harmattan, mars 2008
- (en) Benny Morris, 1948 : a history of the first Arab-Israeli war, New Haven Conn, Yale University Press, 2008 (ISBN 978-0-300-12696-9)
- Pierre Razoux, Tsahal : nouvelle histoire de l'armée israélienne, Paris, Perrin, coll. « Tempus », 2008, 714 p. (ISBN 978-2-262-02792-6, OCLC 470779584)